# Elettrotreno MP 05
L'elettrotreno MP 05 (da Métro Pneu 2005) è un convoglio ferroviario metropolitano su pneumatici totalmente automatico commissionato nel 2005 dalla RATP ad Alstom per la metropolitana di Parigi. Rimpiazza i MP 89 della linea 1 in seguito alla sua automatizzazione.
Dal 3 novembre 2011 i treni sono operativi sulla linea 1, coesistendo coi MP 89, che vengono progressivamente trasferiti sulla linea 4.
La consegna dei treni è terminata a fine 2012, allorché la linea 1 è diventata completamente automatica, e riprese nel 2013 per la linea 14.

## Storia

### Automatizzare la linea 1
Ai primi anni 2000, forte del successo della linea 14 integralmente automatica, la RATP incominciò a progettare l'applicazione della stessa tecnologia alle preesistenti linee del metrò. Da un lato ciò sarebbe servito a consentire a Parigi di restare un polo d'avanguardia in campo ferroviario, dall'altro avrebbe consentito di aumentare la frequenza dei treni e di non risentire di eventuali scioperi del personale.
La RATP si rivolse dunque verso la linea 1, la più antica e frequentata della rete, il cui materiale rotabile (i MP 89 CC) non era tuttavia attrezzato per circolare senza conducente. Si prospettarono allora due soluzioni:
- convertire i MP 89 CC alla guida automatica;
- commissionare dei nuovi treni.

Quest'ultima soluzione fu quella che incontrò maggior favore in seno alla RATP, poiché avrebbe consentito di rimuovere i MP 89 CC dalla linea 1 e di trasferirli alla linea 4, che aveva un parco mezzi quasi pari a quello della linea 1, ma composto in larga parte dai vetustissimi MP 59, ormai bisognosi di sostituzione. Una parte di questi ultimi poté dunque essere rottamata, mentre un'altra (composta dai treni in migliori condizioni) sarebbe andata a rinforzare la linea 11, per la quale era programmata un'estensione a est.

### L'appalto
La gara d'appalto bandita dalla RATP fu aggiudicata da Alstom il 20 ottobre 2005, consistendo nella costruzione di 49 treni su pneumatici, denominati MP 05, più un'opzione per altri 10, il tutto al costo di 474 milioni di euro (circa 9.7 milioni per treno).
Il MP 05 è prodotto negli stabilimenti di:
- Valenciennes, assemblaggio dei treni e integrazioni varie;
- Le Creusot, carrelli;
- Ornans, motori;
- Tarbes, sistemi di trazione;
- Villeurbanne e Montréal (Canada), per i sistemi informatici di bordo.

### Consegna

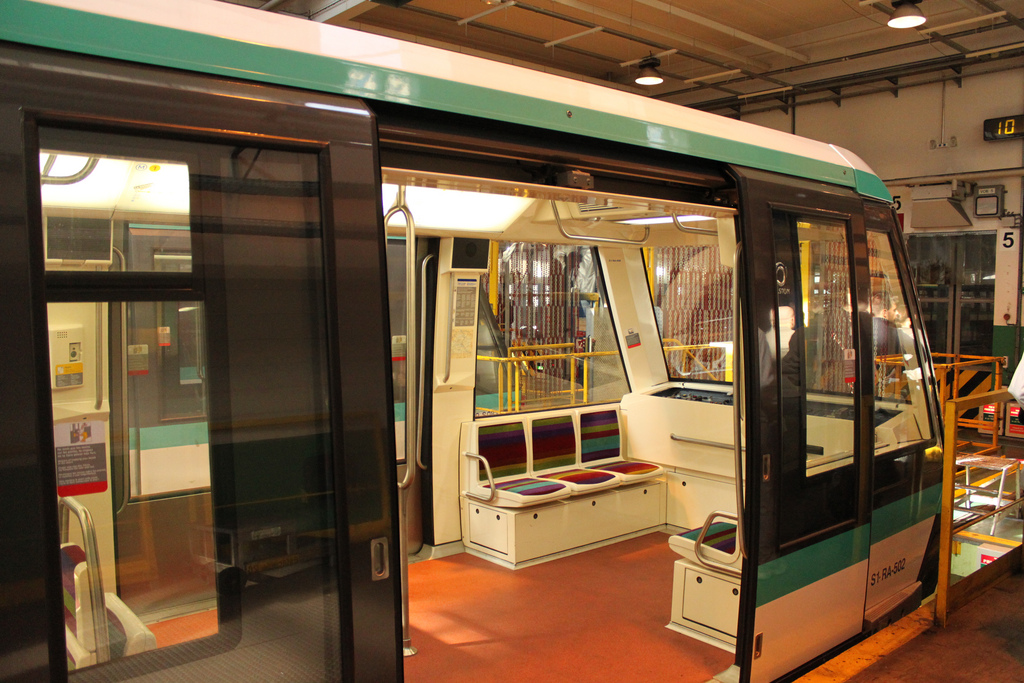
Treno MP 05 al deposito di Fontenay.

Alstom incominciò a costruire i MP 05 nel 2008 a Valenciennes. Il primo treno MP 05 fu consegnato alla RATP ai primi di maggio 2009 presso il deposito di Fontenay.
In seguito all'inizio dei lavori di posa delle barriere di sicurezza sulle banchine della linea 1, la stampa fu invitata a scoprire il nuovo materiale (nella fattispecie il treno 502) il 12 giugno 2009. La consegna dei treni per la linea 1 terminerà a fine 2012.
Questo è lo stato del parco mezzi al 1º agosto 2012:
- Treni da 501 a 532 operativi sulla linea 1;
- Treni da 533 a 549 depositati allo stabilimento Alstom di Valenciennes in attesa di consegna alla linea 1;
- Treni da 550 a 563 opzionati per la linea 14.

In ragione della carenza di punti di parcheggio sulla linea 1, i treni MP 05 costruiti vengono conservati a Valenciennes e consegnati progressivamente alla RATP via via che i MP 89 CC vengono spostati dalla linea 1 alla linea 4. I treni vengono sostituiti al ritmo di due o tre al mese, con i MP 89 CC che vengono poi inviati per 4 o 5 giorni in deposito per essere adattati alla linea 4.
A fine 2012, ad automatizzazione avvenuta, il parco mezzi della linea 1 è composto da soli MP 05.

### Rinforzare la linea 14
Dopo la prima commessa del 20 ottobre 2005, il 27 maggio 2009 lo STIF decise di ordinare 4 treni supplementari, al costo di 50 milioni di euro, da consegnare nel 2012 per rinforzare la linea 14.
L'8 febbraio 2012, una commessa per ulteriori 14 treni è stata deliberata dallo STIF, per completare il parco mezzi della linea 14 in previsione del suo prolungamento a Saint-Ouen. In seguito a questa decisione, il 29 giugno 2012, la RATP ha ordinato altri 8 treni, portando la commessa totale a 61 treni, per un costo di 549 milioni di €. Di questi, 12 treni sono destinati alla linea 14 e 49 alla linea 1.
Gli 8 treni saranno utilizzati per dei test in vista del prolungamento della linea 14 a Saint-Ouen. Il prezzo d'acquisto dei treni commissionati dallo STIF (140 milioni di euro) è stato preso in carico dal committente. Per completare l'opera, sono stati opzionati altri 6 MP 05, per un totale di 67 treni.
I convogli MP 05 saranno ripartiti poi sulle altre linee a pneumatici (1, 4, 6 e 11) non appena si inizierà a costruire i treni di ultima generazione.

## Parco mezzi
La commessa di costruzione ammonta a un totale di 67 treni (49 per la linea 1, 18 per la linea 14). Le carrozze di testa dei primi 8 treni MP 05, messi in servizio il 3 novembre 2011, ricevettero una livrea speciale: i convogli 501 e 502 erano gialli, il 503 violetto, il 504 arancio, il 505 rosa, il 506 rosso, il 507 verde e il 508 blu, al fine di poter essere identificati più facilmente dal pubblico e sottolineare la novità.
Il processo di consegna dei treni per la linea 1 è terminato a fine 2012 (poi sono partite le consegne per la linea 14). Il trasporto dallo stabilimento di Valenciennes ai depositi RATP è effettuato tramite camion, al ritmo di una carrozza alla volta. I treni vengono poi assemblati in deposito.
- Stato del materiale al 25 dicembre 2014

| Numero del treno | Composizione                                                | Stato     | Linea di competenza |
| ---------------- | ----------------------------------------------------------- | --------- | ------------------- |
| 501              | S1 RA 501-N1 RA 501-N2 RA 501-N3 RA 501-N4 RA 501-S2 RA 501 | Operativo | 1                   |
| 502              | S1 RA 502-N1 RA 502-N2 RA 502-N3 RA 502-N4 RA 502-S2 RA 502 | Operativo | 1                   |
| 503              | S1 RA 503-N1 RA 503-N2 RA 503-N3 RA 503-N4 RA 503-S2 RA 503 | Operativo | 1                   |
| 504              | S1 RA 504-N1 RA 504-N2 RA 504-N3 RA 504-N4 RA 504-S2 RA 504 | Operativo | 1                   |
| 505              | S1 RA 505-N1 RA 505-N2 RA 505-N3 RA 505-N4 RA 505-S2 RA 505 | Operativo | 1                   |
| 506              | S1 RA 506-N1 RA 506-N2 RA 506-N3 RA 506-N4 RA 506-S2 RA 506 | Operativo | 1                   |
| 507              | S1 RA 507-N1 RA 507-N2 RA 507-N3 RA 507-N4 RA 507-S2 RA 507 | Operativo | 1                   |
| 508              | S1 RA 508-N1 RA 508-N2 RA 508-N3 RA 508-N4 RA 508-S2 RA 508 | Operativo | 1                   |
| 509              | S1 RA 509-N1 RA 509-N2 RA 509-N3 RA 509-N4 RA 509-S2 RA 509 | Operativo | 1                   |
| 510              | S1 RA 510-N1 RA 510-N2 RA 510-N3 RA 510-N4 RA 510-S2 RA 510 | Operativo | 1                   |
| 511              | S1 RA 511-N1 RA 511-N2 RA 511-N3 RA 511-N4 RA 511-S2 RA 511 | Operativo | 1                   |
| 512              | S1 RA 512-N1 RA 512-N2 RA 512-N3 RA 512-N4 RA 512-S2 RA 512 | Operativo | 1                   |
| 513              | S1 RA 513-N1 RA 513-N2 RA 513-N3 RA 513-N4 RA 513-S2 RA 513 | Operativo | 1                   |
| 514              | S1 RA 514-N1 RA 514-N2 RA 514-N3 RA 514-N4 RA 514-S2 RA 514 | Operativo | 1                   |
| 515              | S1 RA 515-N1 RA 515-N2 RA 515-N3 RA 515-N4 RA 515-S2 RA 515 | Operativo | 1                   |
| 516              | S1 RA 516-N1 RA 516-N2 RA 516-N3 RA 516-N4 RA 516-S2 RA 516 | Operativo | 1                   |
| 517              | S1 RA 517-N1 RA 517-N2 RA 517-N3 RA 517-N4 RA 517-S2 RA 517 | Operativo | 1                   |
| 518              | S1 RA 518-N1 RA 518-N2 RA 518-N3 RA 518-N4 RA 518-S2 RA 518 | Operativo | 1                   |
| 519              | S1 RA 519-N1 RA 519-N2 RA 519-N3 RA 519-N4 RA 519-S2 RA 519 | Operativo | 1                   |
| 520              | S1 RA 520-N1 RA 520-N2 RA 520-N3 RA 520-N4 RA 520-S2 RA 520 | Operativo | 1                   |
| 521              | S1 RA 521-N1 RA 521-N2 RA 521-N3 RA 521-N4 RA 521-S2 RA 521 | Operativo | 1                   |
| 522              | S1 RA 522-N1 RA 522-N2 RA 522-N3 RA 522-N4 RA 522-S2 RA 522 | Operativo | 1                   |
| 523              | S1 RA 523-N1 RA 523-N2 RA 523-N3 RA 523-N4 RA 523-S2 RA 523 | Operativo | 1                   |
| 524              | S1 RA 524-N1 RA 524-N2 RA 524-N3 RA 524-N4 RA 524-S2 RA 524 | Operativo | 1                   |
| 525              | S1 RA 525-N1 RA 525-N2 RA 525-N3 RA 525-N4 RA 525-S2 RA 525 | Operativo | 1                   |
| 526              | S1 RA 526-N1 RA 526-N2 RA 526-N3 RA 526-N4 RA 526-S2 RA 526 | Operativo | 1                   |
| 527              | S1 RA 527-N1 RA 527-N2 RA 527-N3 RA 527-N4 RA 527-S2 RA 527 | Operativo | 1                   |
| 528              | S1 RA 528-N1 RA 528-N2 RA 528-N3 RA 528-N4 RA 528-S2 RA 528 | Operativo | 1                   |
| 529              | S1 RA 529-N1 RA 529-N2 RA 529-N3 RA 529-N4 RA 529-S2 RA 529 | Operativo | 1                   |
| 530              | S1 RA 530-N1 RA 530-N2 RA 530-N3 RA 530-N4 RA 530-S2 RA 530 | Operativo | 1                   |
| 531              | S1 RA 531-N1 RA 531-N2 RA 531-N3 RA 531-N4 RA 531-S2 RA 531 | Operativo | 1                   |
| 532              | S1 RA 532-N1 RA 532-N2 RA 532-N3 RA 532-N4 RA 532-S2 RA 532 | Operativo | 1                   |
| 533              |                                                             | Operativo | 1                   |
| 534              |                                                             | Operativo | 1                   |
| 535              |                                                             | Operativo | 1                   |
| 536              |                                                             | Operativo | 1                   |
| 537              |                                                             | Operativo | 1                   |
| 538              |                                                             | Operativo | 1                   |
| 539              |                                                             | Operativo | 1                   |
| 540              |                                                             | Operativo | 1                   |
| 541              |                                                             | Operativo | 1                   |
| 542              |                                                             | Operativo | 1                   |
| 543              |                                                             | Operativo | 1                   |
| 544              |                                                             | Operativo | 1                   |
| 545              |                                                             | Operativo | 1                   |
| 546              |                                                             | Operativo | 1                   |
| 547              |                                                             | Operativo | 1                   |
| 548              |                                                             | Operativo | 1                   |
| 549              |                                                             | Operativo | 1                   |
| 581              |                                                             | Operativo | 14                  |
| 582              |                                                             | Operativo | 14                  |
| 583              |                                                             | Operativo | 14                  |
| 584              |                                                             | Operativo | 14                  |
| 585              |                                                             | Operativo | 14                  |
| 586              |                                                             | Operativo | 14                  |

- Chiave di lettura
  - S = carrozza semipilota.
  - N = motrice senza posto guida.

## Caratteristiche

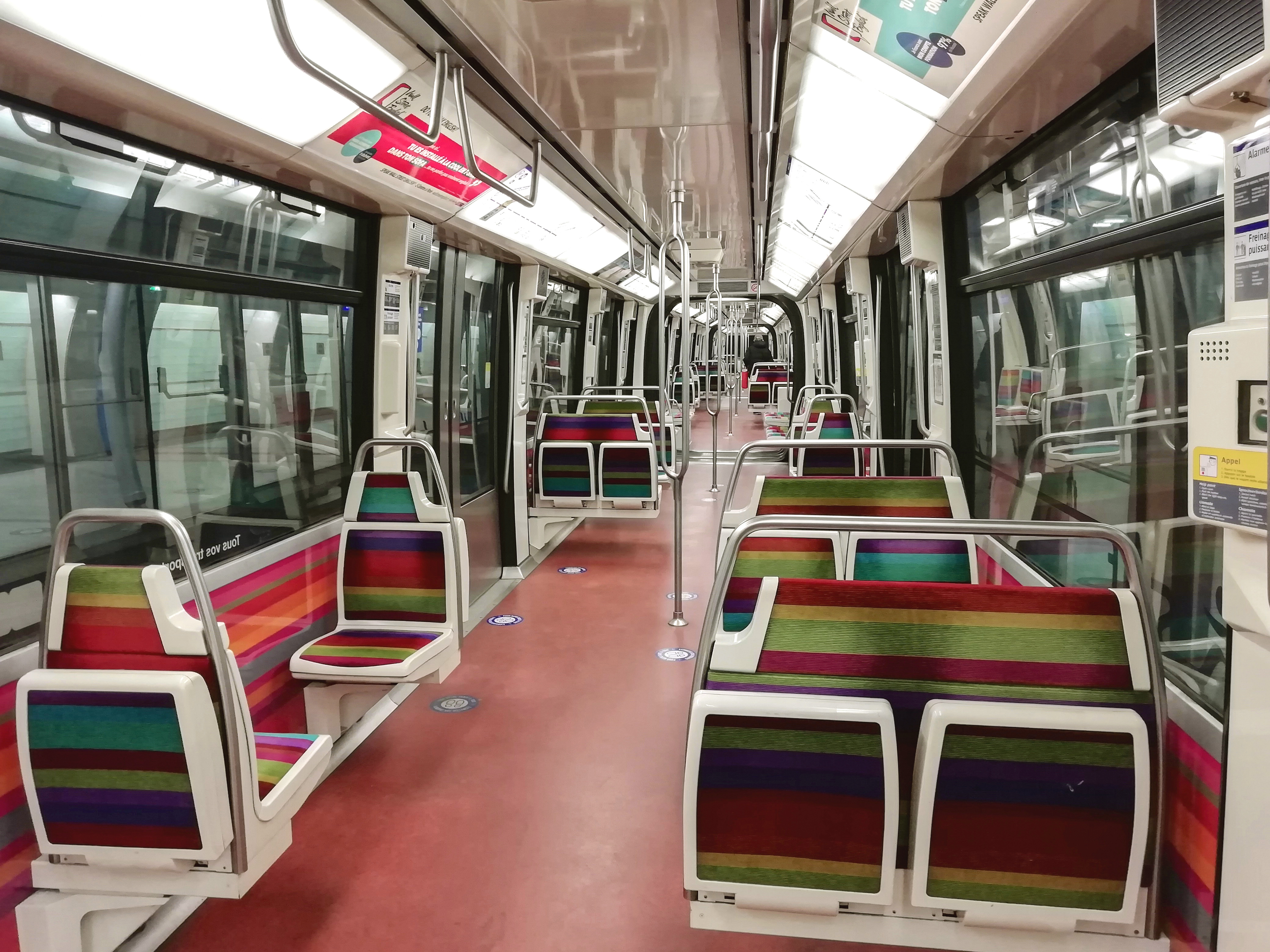
Interno di un convoglio MP 05.

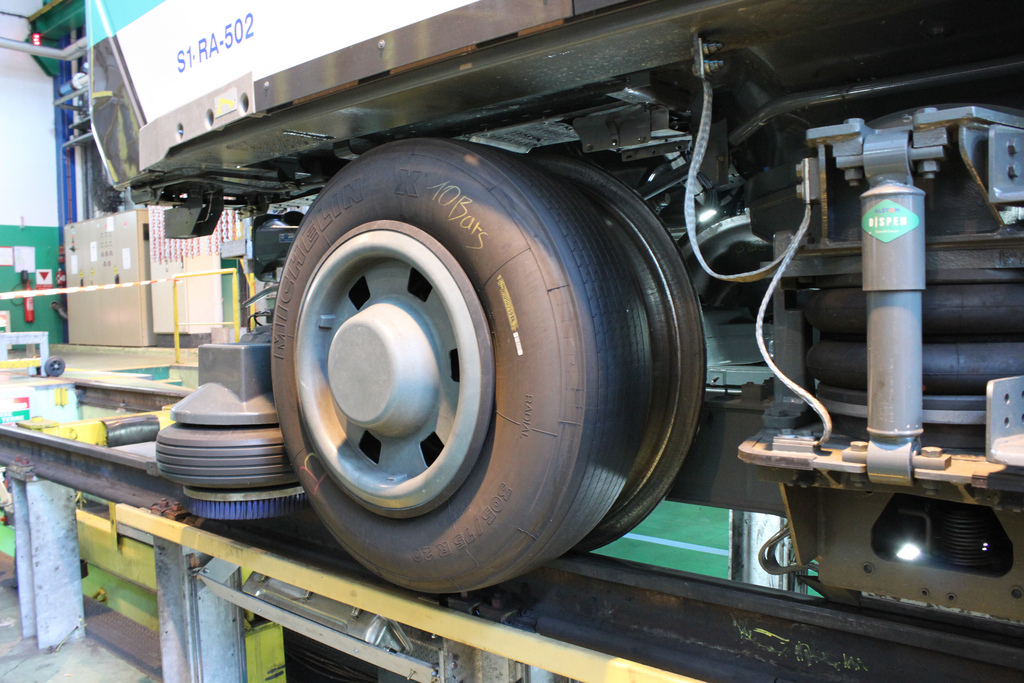
Carrello di un MP 05.

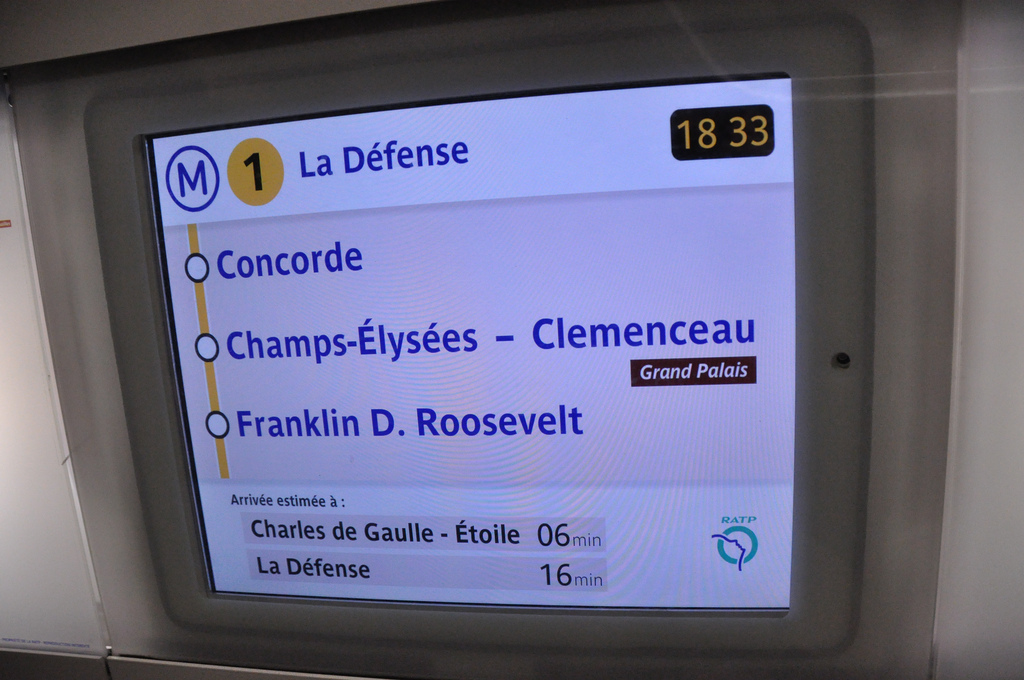
Schermo LCD per informazioni ai passeggeri.

### Aspetto esterno
La carrozzeria dei MP 05 ricalca quella del MP 89.

### Interno
La RATP ha allestito i treni sulla falsariga dei MP 89, ma con alcune variazioni sui colori: il blu e il grigio son sostituiti dal bianco, color mattone sul pavimento e fodere arcobaleno sui sedili disegnate da Yo Kaminagai.
I treni MP 05 sono dotati di schermi LCD nelle carrozze per dare informazioni ai viaggiatori e di un impianto di videosorveglianza.
Al contrario dei MP 89, i treni MP 05 dispongono di ventilazione refrigerata con una potenza di 11 kW, posizionata sul tetto.

### Scheda tecnica

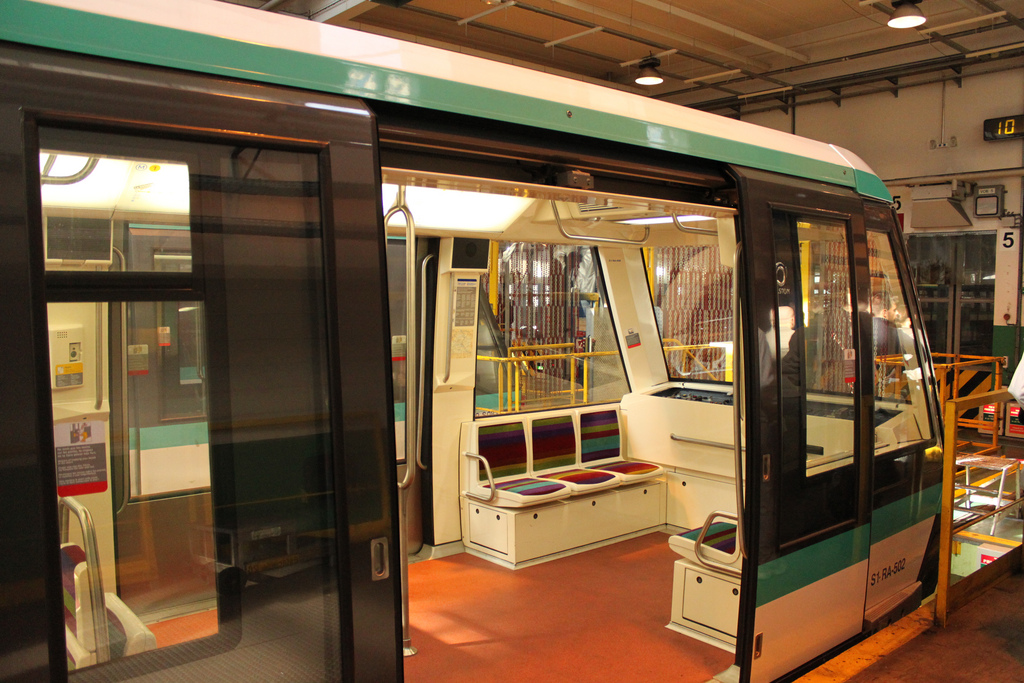
MP 05 in deposito. Si noti l'assenza della cabina di guida e la piccola plancia di comando d'emergenza sotto il parabrezza.

Le caratteristiche del MP 05 ricalcano in buona parte quelle del MP 89, con alcuni aggiornamenti per quel che riguarda l'elettronica di trazione, il sistema di informazione ai viaggiatori e la ventilazione refrigerata. Per ridurre la rumorosità (uno dei punti deboli del MP 89) la RATP ha adottato per il MP 05 il sistema sviluppato per il MF 01, che è posizionato a livello dei carrelli.
Sebbene il treno (dato il suo automatismo totale) non abbia una vera e propria cabina di guida, all'occorrenza è possibile guidarlo manualmente per mezzo di una piccola plancia comandi (generalmente chiusa a chiave) posta ad ogni estremità del treno. Per questo motivo le carrozze di testa risultano immatricolate con la lettera S (carrozza semipilota).
- Lunghezza: 90,28 m
- Larghezza: 2,44 m
- Altezza: 3,48 m
- Composizione: S+N+N+N+N+S
- Posti a sedere: 144
- Strapuntini: 72
- Posti in piedi: 578
- Capacità totale a pieno carico con strapuntini chiusi: 722 posti
- Porte: 6 per vettura, 3 per lato, automatiche, scorrevoli.
- Potenza: 300 kW per motore (2 motori asincroni su ogni motrice)
- Velocità in servizio: 80 km/h
- Accelerazione da fermo: 1,35 m/s²
- Freni: pneumatici a tampone